# ترکیی، پاکستان
ترکیی (به انگلیسی: Tarakai) یک منطقهٔ مسکونی در پاکستان است که در خیبر پختونخوا واقع شده‌است.